# Živě 2015 (album, Dymytry)
Živě 2015 je první samostatné DVD kapely Dymytry. Záznam byl natočen na poslední zastávce jarní části Psy-core Tour, 11. května 2015, v pražském Paláci Akropolis a na Masters of Rock 2015. Album bylo vydáno na podzim 2015 v několika verzích včetně pouze zvukového záznamu na CD (pouze zkrácená verze koncertu z Akropole).

## Formáty vydání
- 2 DVD (DVD1: Záznam koncertu v Paláci Akropolis, DVD2: 6 skladeb z Masters of Rock 2015, rozhovory s kapelou, klipy, 150 fotografií a další bonusy)
- CD (17 skladeb z koncertu v Paláci Akropolis)
- Limitovaná Edice (2 DVD + CD)

## Seznam skladeb

### DVD1 - Palác Akropolis
| Pořadí | Název                                   | Původní album | Délka |
| ------ | --------------------------------------- | ------------- | ----- |
| 1.     | Smysl už nehledám                       | Neser!        |       |
| 2.     | D.O.S.T.                                | Neser!        |       |
| 3.     | Ne nikdy!                               | Z pekla       |       |
| 4.     | Dymytry                                 | Neonarcis     |       |
| 5.     | Síť pro sociály                         | Neonarcis     |       |
| 6.     | Plameňáci                               | Homodlak      |       |
| 7.     | Občas pocit mám (videoklip)             | Homodlak      |       |
| 8.     | Baskerville                             | Homodlak      |       |
| 9.     | Bubenické sólo                          |               |       |
| 10.    | Lunapark                                | Neonarcis     |       |
| 11.    | Zase mi lhali (videoklip)               | Homodlak      |       |
| 12.    | Dejte mi pít                            | Neser!        |       |
| 13.    | Kdo ví co přijde (unplugged, videoklip) | Neser!        |       |
| 14.    | Harpyje (unplugged, videoklip)          | Neonarcis     |       |
| 15.    | Benzín (unplugged, videoklip)           | Neser!        |       |
| 16.    | Sólo na kotle                           |               |       |
| 17.    | Z pekla                                 | Z pekla       |       |
| 18.    | Média                                   | Neonarcis     |       |
| 19.    | Jsem nadšenej                           | Neonarcis     |       |
| 20.    | Ocelová parta                           | Neonarcis     |       |
| 21.    | Ztracená generace                       | Homodlak      |       |
| 22.    | Strážná věž                             | Neser!        |       |

### DVD2 - Masters of Rock 2015
| Pořadí | Název                | Původní album | Délka |
| ------ | -------------------- | ------------- | ----- |
| 1.     | Z pekla              | Z pekla       |       |
| 2.     | Lunapark (videoklip) | Neonarcis     |       |
| 3.     | Plameňáci            | Homodlak      |       |
| 4.     | Benzín               | Neser!        |       |
| 5.     | Ztracená generace    | Homodlak      |       |
| 6.     | Ocelová parta        | Neonarcis     |       |

### CD - Palác Akropolis
| Pořadí         | Název                                         | Původní album             | Délka   |
| -------------- | --------------------------------------------- | ------------------------- | ------- |
| 1.             | Smysl už nehledám                             | Neser!                    | 3:45    |
| 2.             | D.O.S.T.                                      | Neser!                    | 4:05    |
| 3.             | Ne nikdy!                                     | Z pekla                   | 4:33    |
| 4.             | Síť pro sociály                               | Neonarcis                 | 3:31    |
| 5.             | Plameňáci                                     | Homodlak                  | 4:18    |
| 6.             | Občas pocit mám                               | Homodlak                  | 4:49    |
| 7.             | Lunapark                                      | Neonarcis                 | 4:25    |
| 8.             | Zase mi lhali                                 | Homodlak                  | 4:14    |
| 9.             | Dejte mi pít                                  | Neser!                    | 3:12    |
| 10.            | Kdo ví co přijde, Harpyje, Benzín (unplugged) | Neser!, Neonarcis, Neser! | 11:49   |
| 11.            | Z pekla                                       | Z pekla                   | 6:20    |
| 12.            | Média                                         | Neonarcis                 | 3:53    |
| 13.            | Ocelová parta                                 | Neonarcis                 | 6:44    |
| 14.            | Ztracená generace                             | Homodlak                  | 4:23    |
| 15.            | Strážná věž                                   | Neser!                    | 8:20    |
| Celková délka: | Celková délka:                                | Celková délka:            | 1:18:26 |

## Sestava
- Jan „Protheus“ Macků (zpěv)
- Jiří „Dymo“ Urban (kytara)
- Jan „Gorgy“ Görgel (kytara)
- Artur „R2R“ Michajlov (basová kytara)
- Miloš „Mildor“ Meier (bicí)